# Krisna kirbyi
Krisna kirbyi är en insektsart som beskrevs av George Willis Kirkaldy 1900. Krisna kirbyi ingår i släktet Krisna och familjen dvärgstritar. Inga underarter finns listade i Catalogue of Life.